# Pjotr Iwanowitsch Schtschukin

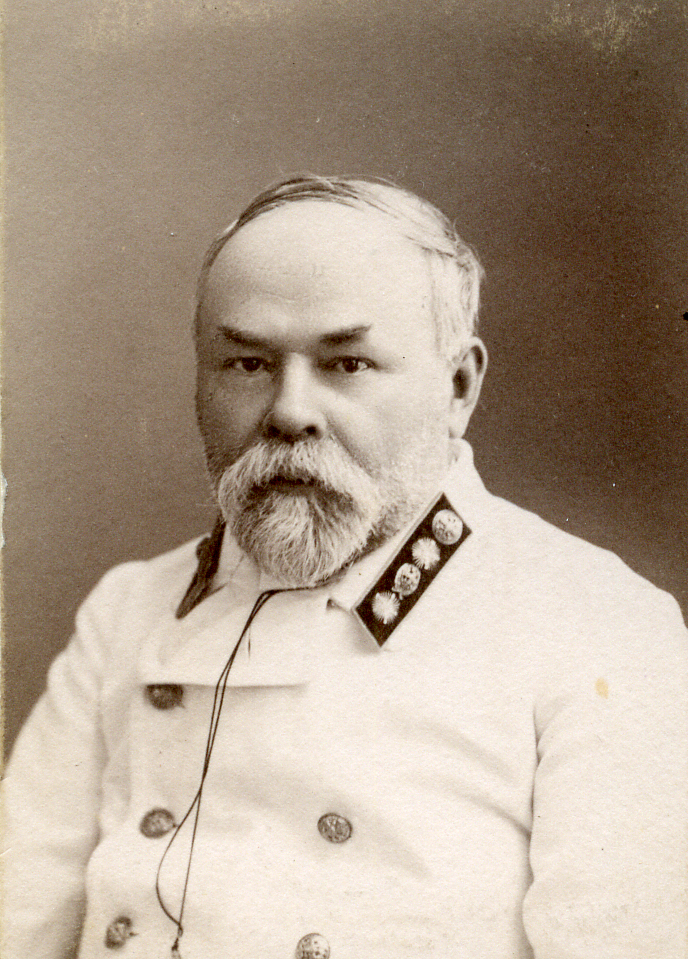
Pjotr Iwanowitsch Schtschukin

Pjotr Iwanowitsch Schtschukin (russisch Пётр Иванович Щукин; * 18. Februarjul. / 2. März 1853greg. in Moskau; † 12. Oktoberjul. / 25. Oktober 1912greg. ebenda) war ein russischer Textilunternehmer und Sammler wie auch seine Brüder Sergei, Dmitri, Nikolai und Iwan.

## Leben
Schtschukin stammte aus einer altgläubigen Kaufmannsfamilie. Seine Eltern waren der Textilunternehmer Iwan Wassiljewitsch Schtschukin und Jekaterina Petrowna, Tochter des Teekaufmanns Pjotr Kononowitsch Botkin, die sieben Söhne und vier Töchter bekamen.
Schtschukin absolvierte in St. Petersburg das englische Hirst-Pensionat mit Abschluss 1871. Statt des erträumten Universitätsstudiums schickte ihn der Vater nach Berlin zum Studium an der Handelshochschule. In seiner freien Zeit besuchte er die Vorlesungen des Physikers Hermann von Helmholtz. Nach dem Abschluss des Studiums arbeitete er im Handelshaus Abelsdorf und Maier in Berlin. Im Frühjahr 1874 ging er nach Lyon und lernte in einer Weberei die Seidenproduktion kennen. Er musste sparsam leben, da er von seinen Eltern keine Unterstützung erhielt. 1876 erhielt er eine Stelle im Kommissionärshaus Warburg & Cie. in Lyon mit einem Gehalt von 2000 Franc. Nun begann er französische Bücher und Porträts bekannter Persönlichkeiten zu sammeln.
Im Sommer 1878 kehrte Schtschukin nach Moskau zurück. Im Dezember 1878 gründete der Vater das Handelshaus I. W. Schtschukin und Söhne, in das Schtschukin mit seinen Brüdern Sergei und Nikolai eintrat. Entsprechend seinen beruflichen Interessen kaufte er insbesondere auf der Nischni-Nowgoroder-Messe für seine Sammlung Perserteppiche und Werke japanischer, chinesischer und indischer Meister. 1890 begann Schtschukin, russische Antiquitäten zu sammeln, die er auf den Messen in Nischni Nowgorod, Kiew und anderen russischen Städten und von westeuropäischen Händlern kaufte. Gut bekannt war er mit Paul Durand-Ruel, von dem er impressionistische Gemälde kaufte. Als er eine Geliebte auszahlen musste, verkaufte er diese Gemälde an seinen Bruder Sergei.

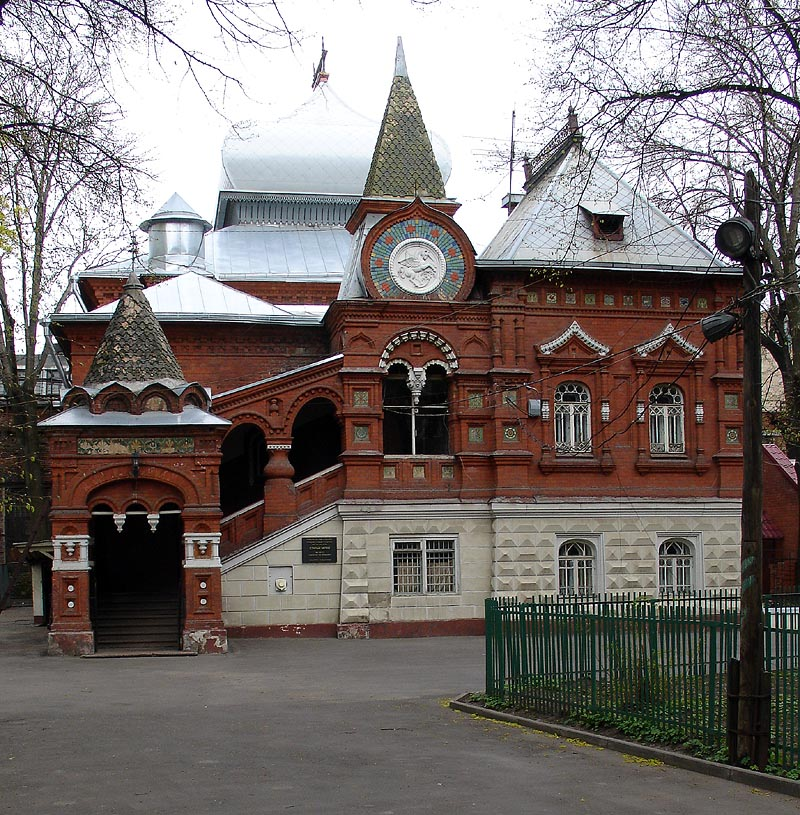
Schtschukin-Museum der russischen Altertümer (Altbau)

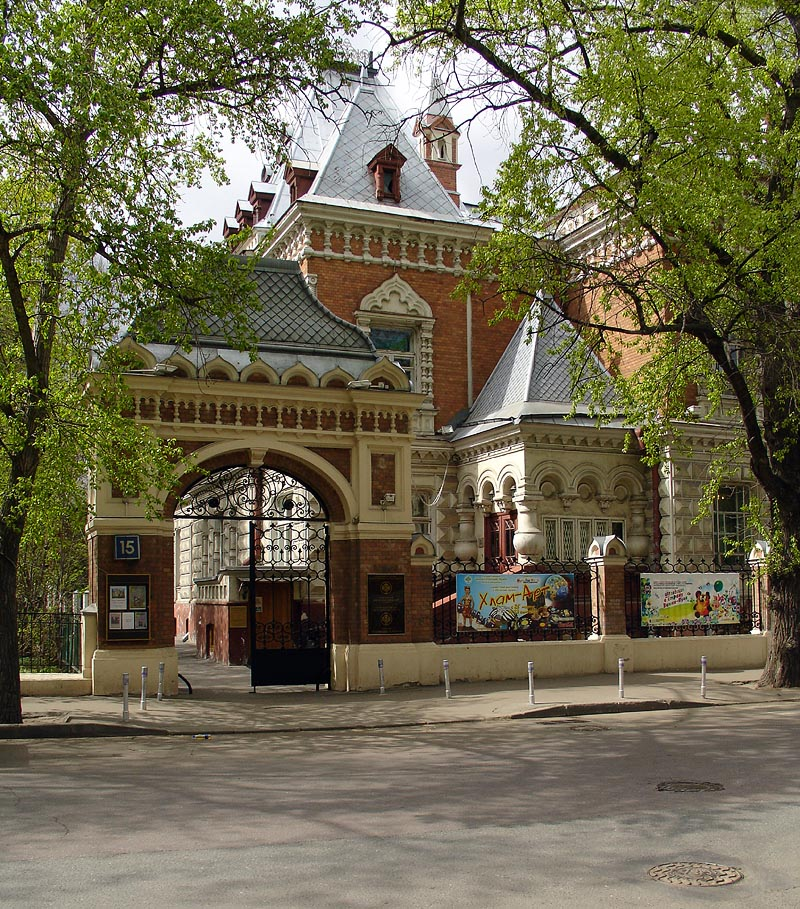
Schtschukin-Museum der russischen Altertümer (Neubau)

Nach dem Tode seines Vaters 1890 kaufte Schtschukin 1891 in Moskau ein großes Grundstück an der Malaja Grusinskaja Uliza für ein eigenes Haus für sich und seine Sammlung. Den Auftrag für Schtschukins Museum der russischen Altertümer erhielt Bernhard Freudenberg, der dieses erste Gebäude, den sogenannten Altbau, 1892–1893 erstellte. Dort wurden die gesammelten Grafiken und die persischen und japanischen Kunstwerke sowie russische Antiquitäten untergebracht. 1897–1898 baute Adolf Wilhelm Erichson ein weiteres Museumsgebäude, den sogenannten Neubau, mit Einfriedung und Haupteingangstor (jetzt Timirjasew-Museum für Biologie). Gegenüber diesem Neubau baute 1905 Fjodor Nikititsch Kolbe ein einstöckiges Museumsmagazin.
Nach 1900 kaufte Schtschukin ganze Sammlungen von Henri Brocard, Georgi Dmitrijewitsch Filimonow und anderen sowie Einzelstücke aus Sammlungen von Lew Sergejewitsch Golizyn, Alexei Alexandrowitsch Martynow und anderen. 1905 schenkte Schtschukin seine Sammlungen dem Staatlichen Historischen Museum, wo sie eine eigene Abteilung bildeten. Dafür wurde er zum Wirklichen Staatsrat (4. Rangklasse) ernannt. Er sammelte weiter zur Vervollständigung der Sammlungen bis zu seinem Tode. Er katalogisierte sorgfältig seine Sammlungen und beschrieb sie in 13 Büchern mit insgesamt 45 Bänden, die in 200-facher Ausfertigung nicht verkauft, sondern an Bibliotheken und Bekannte verschickt wurden, so dass sie nicht der Zensur vorgelegt werden mussten.
1907 heiratete Schtschukin die 33-jährige Marija Iwanowna Ponomarjowa geborene Wagner, die zwei Söhne Nikolai und Georgi aus erster Ehe hatte. 1908 adoptierte Schtschukin Georgi.
Schtschukin starb an eitriger Blinddarmentzündung und wurde auf dem Friedhof des Moskauer Pokrow-Klosters begraben.